# Mechová
Mechová (německy Mies) je malá vesnice, část obce Lipová v okrese Cheb v Karlovarském kraji. Nachází se asi dva kilometry severozápadně od Lipové na břehu vodní nádrže Jesenice. V roce 2011 zde trvale žilo 37 obyvatel.
Mechová je také název katastrálního území o rozloze 2,38 km².

## Historie
První písemná zmínka o vesnici pochází z roku 1395. Jiný zdroj ovšem uvádí, že první zmínka pochází z roku 1322, tedy z doby, kdy byla vesnice zmíněna pod starším názvem Myselein v seznamu vesnic zastavených obcí Chebska.
Katastrální území Mechová ve svých původních hranicích náleželo k obci Všeboř. Součástí Lipové se tento katastr stal k 15. září 1951.
Po druhé světové válce postihl vesnici odsun německého obyvatelstva a po nuceném vysídlení německých obyvatel vesnice v srpnu 1946 byla do roku 1949 nově osídlena pouze polovina obce. Pět zdejších statků zůstávalo opuštěno a došlo k jejich pustošení. Po zahájení stavby Jesenické přehrady v roce 1957 opustili Mechovou poslední obyvatelé. Do roku 1961 byly zbourány zbývající selské usedlosti, které patřily k nejkrásnějším hrázděným statkům na Chebsku. Cenné selské statky tak byly zničeny a na starých stavebních parcelách se začala budovat zahrádkářská chatová kolonie, kde je v Mechové několik stovek nových chat. Se starou Mechovou má ale toto nové sídliště společný jen název Mechová.

## Obyvatelstvo
Při sčítání lidu v roce 1921 zde žilo 56 obyvatel, všichni německé národnosti, kteří se hlásili k římskokatolické církvi.
| Rok            | 1869 | 1880 | 1890 | 1900 | 1910 | 1921 | 1930 | 1950 | 1961 | 1970 | 1980 | 1991 | 2001 | 2011 | 2021 |
| -------------- | ---- | ---- | ---- | ---- | ---- | ---- | ---- | ---- | ---- | ---- | ---- | ---- | ---- | ---- | ---- |
| Počet obyvatel | 62   | 55   | 49   | 63   | 56   | 56   | 67   | 22   | 6    | -    | -    | -    | 5    | 37   | 46   |
| Počet domů     | 10   | 11   | 11   | 11   | 11   | 10   | 10   | 5    | -    | -    | -    | -    | -    | 6    | 10   |

## Obecní správa
Při sčítání lidu v letech 1850–1951 Mechová byl osadou obce Všeboř v okrese Cheb.
Od 15. září 1951 je částí obce Lipová v okrese Cheb.

## Galerie

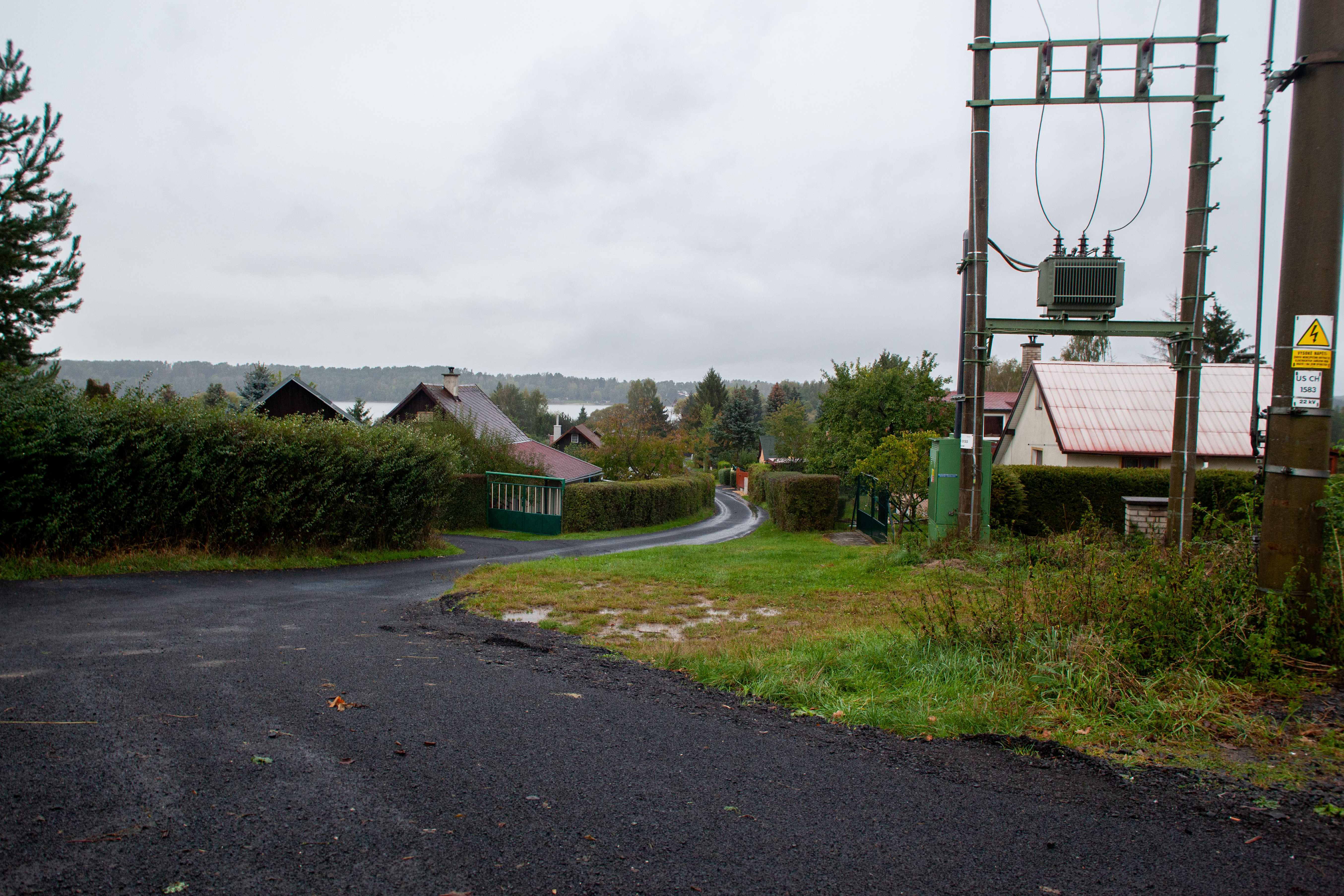
Silnice
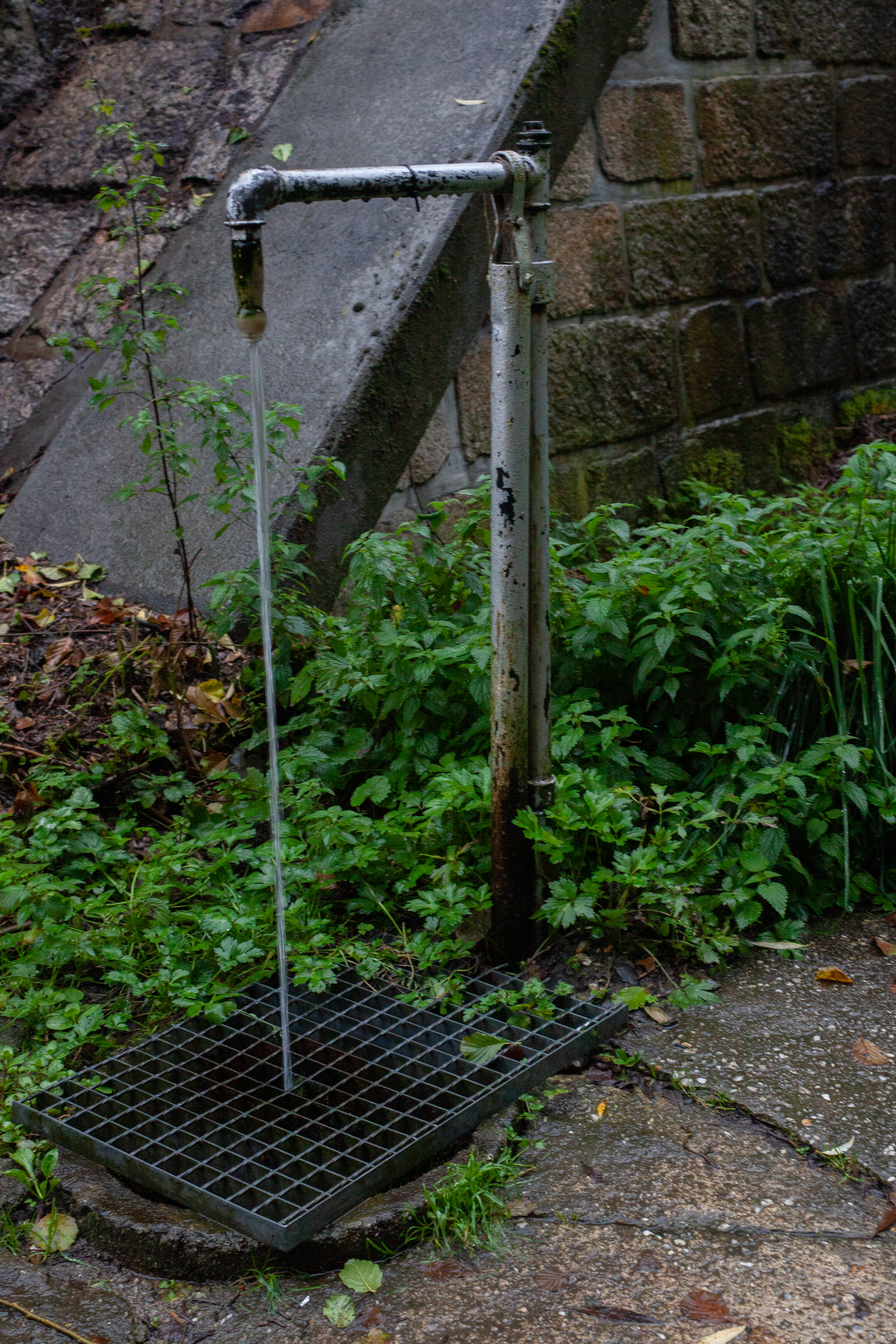
Pramen